# Aleah Nickel
Aleah Noelle Nickel (ur. 5 września 2001) – kanadyjska zapaśniczka walcząca w stylu wolnym. Zajęła dwunaste miejsce na mistrzostwach świata w 2022. 
Brązowa medalistka mistrzostw panamerykańskich w 2023 roku. Wygrała igrzyska frankofońskie w 2023. 
Brązowa medalistka mistrzostw panamerykańskich U-23 w 2024. Druga na mistrzostwach panamerykańskich kadetów w 2018 roku.
Zawodniczka University of Alberta.